# Всемирный конгресс гагаузов
Всемирный конгресс гагаузов (гаг. Dünnää gagauzların kongresi) проводится раз в 3 года в столице АТО Гагаузия городе Комрат. Это мероприятие собирает гагаузов со всего мира.

## Конгрессы

### I конгресс
Первый конгресс гагаузов за всю историю автономного образования был организован в 2006 году и проходил с 20 по 21 июля. В течение двух дней его участники знакомились с историей и жизнью Гагаузии, посетили её культурно-исторические предприятия. В конгрессе приняли участие около 220 делегатов из Болгарии, Греции, России, Украины, Турции, Канады, США, Бразилии и ряда других стран мира, где есть гагаузские диаспоры. Основная цель конгресса выполнена - в этом мнении сошлись все участники этого события. Конгресс успешно содействовал установлению тесных социально-экономических и культурных связей между Гагаузией и представителями гагаузской диаспоры за рубежом. 

### II конгресс
Второй конгресс гагаузов состоялся в 2009 году с 18 по 19 августа. Сначала по центральной улице Комрата состоялся парад национальных фольклорных коллективов Гагаузии и других стран. Затем на центральной площади торжественно состоялся обход национальных подворий разных городов и сел Гагаузии. Были представлены национальные костюмы, блюда, макеты домов и разные представления. Вечером был организован концерт с участием иностранных художественных коллективов и коллективов Гагаузии, а также гагаузских и молдавских звезд.
- Шествие национальных танцевальных коллективов по улице Ленина
- Танцевальный коллектив "Кадынжа"
- Представители города Чадыр-Лунга
- Пример домика в селе Авдарма
- Национальная еда гагаузов
- Гагаузы со всего мира
- Традиционный гагаузский домик
- Выставка "Вина Комрата"

### III конгресс
Третий конгресс состоялся в 2012 году со 2 по 3 ноября. Мероприятие было перенесено с августа на ноябрь из-за выборов в парламент Гагаузии, которые состоялись 9 сентября 2012 года. Также 4 ноября Гагаузия празднует День вина, поэтому участники конгресса смогли посетить и это мероприятие. Около 200 представителей гагаузов прибыло из 18 стран мира на третий всемирный конгресс. Больше всего гагаузов приехало с Украины, из России, Болгарии, Греции.

### IV конгресс
Четвертый конгресс состоялся 5-6 мая 2017 года. Ко всемирному конгрессу гагаузов был подготовлен фильм про  гагаузов Украины. Также был составлен журнал " Бильгиляр" о научных достижениях Гагаузии. Дата проведения IV конгресса гагаузов совпала с приездом в Гагаузию многих высокопоставленных гостей. Среди них: премьер-министр  Турции - Бинали Йылдырым, президент Молдовы - Игорь Додон, премьер-министр Молдовы - Павел Филип, а также представители 20 государств, где проживают гагаузы.

## Аналог
Греческие гагаузы проводят аналогичное мероприятие в Греции, под названием Гёрюшме (Görüşme). В Гёрюшме приглашаются так же сохранившиеся диаспоры гагаузов со всех стран. Цель мероприятия Гёрюшме аналогична Всемирному конгрессу гагаузов
- 1 гёрюшме - ? год.
- 2 гёрюшме - 5 октября, 2008 год.
- 3 гёрюшме - 19-20 июля, 2013 год.
- 4 гёрюшме - 4-5-6 сентября, 2015 год.
- 5 гёрюшме - 15-16-17 сентября, 2017 год.
- 6 гёрюшме - 13-14-15 сентября, 2019 год.